# San Michele Arcangelo scaccia i Saraceni da Procida
San Michele Arcangelo scaccia i Saraceni da Procida è un dipinto del pittore seicentesco napoletano Nicola Russo, allievo di Luca Giordano, posto nell'abside dell'abbazia di San Michele Arcangelo, a Procida.

## Descrizione e Storia
A San Michele Arcangelo, patrono dell'Isola di Procida, è intitolata su quest'isola un'antica abbazia, costruita intorno all'anno 1000 in Terra Murata, a picco sul mare, a 91 metri di altezza. L'apparizione dell'Arcangelo Michele è una leggenda locale.
Il pittore napoletano Nicola Russo (1647-1702), allievo di Luca Giordano, fu chiamato nel 1690 ad eseguire quattro dipinti su tavola, per decorare il coro seicentesco della chiesa dell'abbazia. Uno di questi dipinti, il più famoso, rappresenta l'Arcangelo Michele in volo, seguito dagli angeli e con la spada in mano. Sotto si vede Procida, assediata dalla navi del corsaro saraceno Khayr al-Din Barbarossa. L'apparizione e il miracolo dell'Arcangelo appartengono alle più antiche tradizioni dell'isola. In realtà il borgo fu conquistato dai saraceni e dato alle fiamme.
Si narra che durante l'assedio di Procida, ad opera del Barbarossa, l'8 maggio 1535, i procidani, chiusi nella borgo fortificato detto Terra Murata, si siano rivolti al loro santo protettore Michele Arcangelo e che questi sia sceso dal cielo, impugnando una spada di fuoco e che abbia messo in fuga gli assedianti saraceni, scatenando una tempesta di fulmini e di saette.
Il borgo è rappresentato a volo d'uccello, ai piedi del santo: si distinguono la chiesa di Santa Maria della Pietà, la Marina di Sancio Cattolico e il palazzo Montefusco, detto della Catena, con le sue fortificazioni merlate. C'è la chiesa di San Leonardo, la chiesa di Santa Margherita Nuova e l'Abbazia di San Michele a Terra Murata. Si tratta della più antica rappresentazione pittorica di Procida fino ad oggi conosciuta. Sullo sfondo si vede l'Isola d'Ischia, col Monte Epomeo. Intorno a Procida sono all'ancora le golette e le galee saracene.

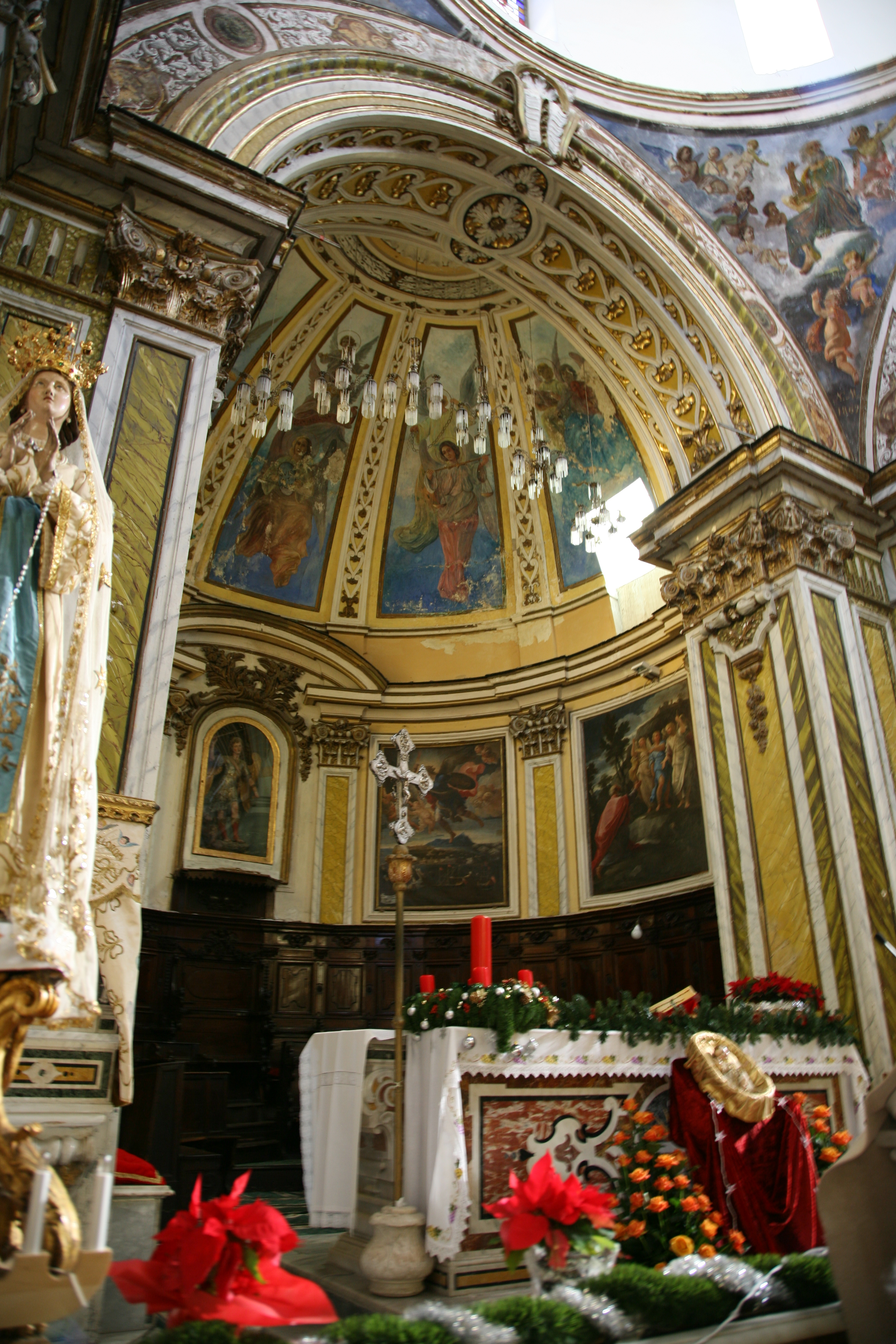
Abbazia di San Michele Arcangelo, (Procida) - abside

Nicola Russo all'epoca era un pittore apprezzato. Aveva realizzato quattro affreschi nella cupola della chiesa napoletana di Santa Maria di Portosalvo, rappresentanti Isaia, Geremia, Malachia e David. Nella cappella di San Francesco di Paola, al Maschio Angioino, ci sono tre suoi dipinti.
Ogni anno, l'8 maggio e il 29 settembre una processione si svolge a Terra Murata, luogo presunto dell'apparizione.